# 마지 리스트
마지 리스트(Margie Liszt, 1909년 3월 2일 ~ 1992년 8월 24일)는 미국의 배우, 텔레비전 배우, 영화배우이다.
뉴욕에서 태어났으며 러구나힐스에서 사망하였다. 사인은 암이다.

## 영화
- 벨스 아 링잉 (1960년)
- 도나 리드 쇼 (1958년)
- 딥 인 마이 하트 (1954년)
- 왈가닥 루시 (1951년)
- 그라운드 포 매리지 (1951년)
- 사이드 스트리트 (1950년)